# Eckhard Krautzun
Eckhard Krautzun (Solingen, Alemania, 13 de enero de 1941) es un exentrenador y jugador de fútbol alemán.

## Trayectoria
Como jugador, fue centrocampista y jugó en Union Solingen, Rheydter SV, 1. FC Kaiserslautern, Young Fellows Zürich y TeBe Berlin. 
Comenzó su carrera como director técnico en 1969 con los Young Fellows Zúrich de Suiza, que dirigió hasta 1970. En su país trabajó como para TSV 1860 Munich, Union Solingen, Tennis Borussia Berlin, SV Darmstadt 98, Wormatia Worms, Alemannia Aachen, SC Freiburg, VfL Wolfsburg, 1. FC Union Berlin, 1. FC Kaiserslautern, FC St. Pauli, TSG 1899 Hoffenheim y 1. FSV Mainz 05.
En 1995 llevó al Wolfsburg a la final de la Copa DFB, pero en el momento de la final ya no su DT. El año después fue al revés: pudo ganar esta competición con el 1. FC Kaiserslautern, pero él mismo no había llevado al club al partido definitorio. Tampoco no pudo evitar el primer descenso del club de la Bundesliga. En 1998, ganó la Copa CAF con CS Sfaxien.
En el extranjero también fue técnico de Vancouver Whitecaps, Houston Hurricane, Fort Lauderdale Strikers, Mazda Hiroshima, Al-Ahli Jeddah, Kuala Lumpur City Hall y CS Sfaxien.
Como seleccionador nacional dirigió a la selección de Kenia, en la década de 1970 a Canadá y a Filipinas. Desde 2003 ha estado laborando en la Asociación de China, donde entrena equipos juveniles, así como temporalmente el equipo olímpico y el equipo nacional femenino.

## Clubes
| Equipo                      | País           | Año       |
| --------------------------- | -------------- | --------- |
| Young Fellows Zurich        | Suiza          | 1969-1970 |
| Selección de Kenia          | Kenia          | 1971      |
| Selección de Canadá         | Canadá         | 1973-1977 |
| Vancouver Whitecaps         | Canadá         | 1976-1977 |
| Wormatia Worms              | Alemania       | 1978      |
| 1860 Múnich                 | Alemania       | 1978-1979 |
| Houston Hurricane           | Estados Unidos | 1980      |
| Fort Lauderdale Strikers    | Estados Unidos | 1981-1982 |
| Union Solingen              | Alemania       | 1983      |
| Mazda Hiroshima             | Japón          | 1983      |
| Union Solingen              | Alemania       | 1983-1985 |
| Tennis Borussia Berlin      | Alemania       | 1985-1986 |
| SV Darmstadt 98             | Alemania       | 1986-1987 |
| Al-Ahli Jeddah              | Arabia Saudita | 1987-1988 |
| SV Darmstadt 98             | Alemania       | 1989      |
| Wormatia Worms              | Alemania       | 1989-1990 |
| Alemannia Aachen            | Alemania       | 1990      |
| SC Friburgo                 | Alemania       | 1990-1991 |
| Selección de Filipinas      | Filipinas      | 1991-1992 |
| Kuala Lumpur City Hall      | Malasia        | 1992-1993 |
| VfL Wolfsburgo              | Alemania       | 1993-1995 |
| Union Berlin                | Alemania       | 1995-1996 |
| 1. FC Kaiserslautern        | Alemania       | 1996      |
| CS Sfaxien                  | Túnez          | 1997      |
| FC St. Pauli                | Alemania       | 1997      |
| CS Sfaxien                  | Túnez          | 1997-1999 |
| TSG 1899 Hoffenheim         | Alemania       | 1999      |
| Darmstadt 98                | Alemania       | 1999-2000 |
| Mainz 05                    | Alemania       | 2000-2001 |
| Selección de Túnez          | Túnez          | 2001      |
| Selección sub-20 de China   | China          | 2003-2005 |
| Selección femenina de China | China          | 2007      |

## Palmarés

### Campeonatos nacionales
| Título           | Equipo                  | País     | Año     |
| ---------------- | ----------------------- | -------- | ------- |
| Copa de Alemania | 1. F. C. Kaiserslautern | Alemania | 1995-96 |

### Campeonatos internacionales
| Título   | Equipo     | País  | Año  |
| -------- | ---------- | ----- | ---- |
| Copa CAF | CS Sfaxien | Túnez | 1998 |